# Diamesa filicauda
Diamesa filicauda är en tvåvingeart som beskrevs av Tokunaga 1960. Diamesa filicauda ingår i släktet Diamesa och familjen fjädermyggor. Inga underarter finns listade i Catalogue of Life.